# Roebuck
Roebuck es un lugar designado por el censo ubicado en el condado de Spartanburg, en el estado estadounidense de Carolina del Sur. La localidad en el año 2000 tiene una población de 1.725 habitantes en una superficie de 11.1 km², con una densidad poblacional de 155.8 personas por km². 

## Geografía
Roebuck se encuentra ubicado en las coordenadas 34°53′3″N 81°57′38″O / 34.88417, -81.96056. Según la Oficina del Censo, el pueblo tiene un área total de 11,1 km² (4,3 mi²), de la cual 11,1 km² (4,3 mi²) es tierra y 0 km² (0 mi²) (0.0%) es agua.

### Localidades adyacentes
El siguiente diagrama muestra a las localidades en un radio de 16 kilómetros (9,9 mi) de Roebuck.

## Demografía
En el 2000 la renta per cápita promedia del hogar era de $43.523, y el ingreso promedio para una familia era de $47.450. El ingreso per cápita para la localidad era de $18.682. En 2000 los hombres tenían un ingreso per cápita de $33.333 contra $25.368 para las mujeres. Alrededor del 11.10% de la población estaba bajo el umbral de pobreza nacional. 